# كهوف باداه لين
كهوف باداه لين (بالبورمية: ဗဒလင်းဂူ)‏ (pronounced: ‎[bədəlíɰ̃ ɡù]‏) تُعرف أيضًا باسم بادالين. هي كهوف من الحجر الجيري تقع في منطقة تونغجي، ولاية شان، بورما (ميانمار). وهي تقع بالقرب من طريق نيانغيان إلى يبوك، على حافة جبال نوالابو داخل غابة بانلونج المحجوزة.